# Stefan Zweiggebouw

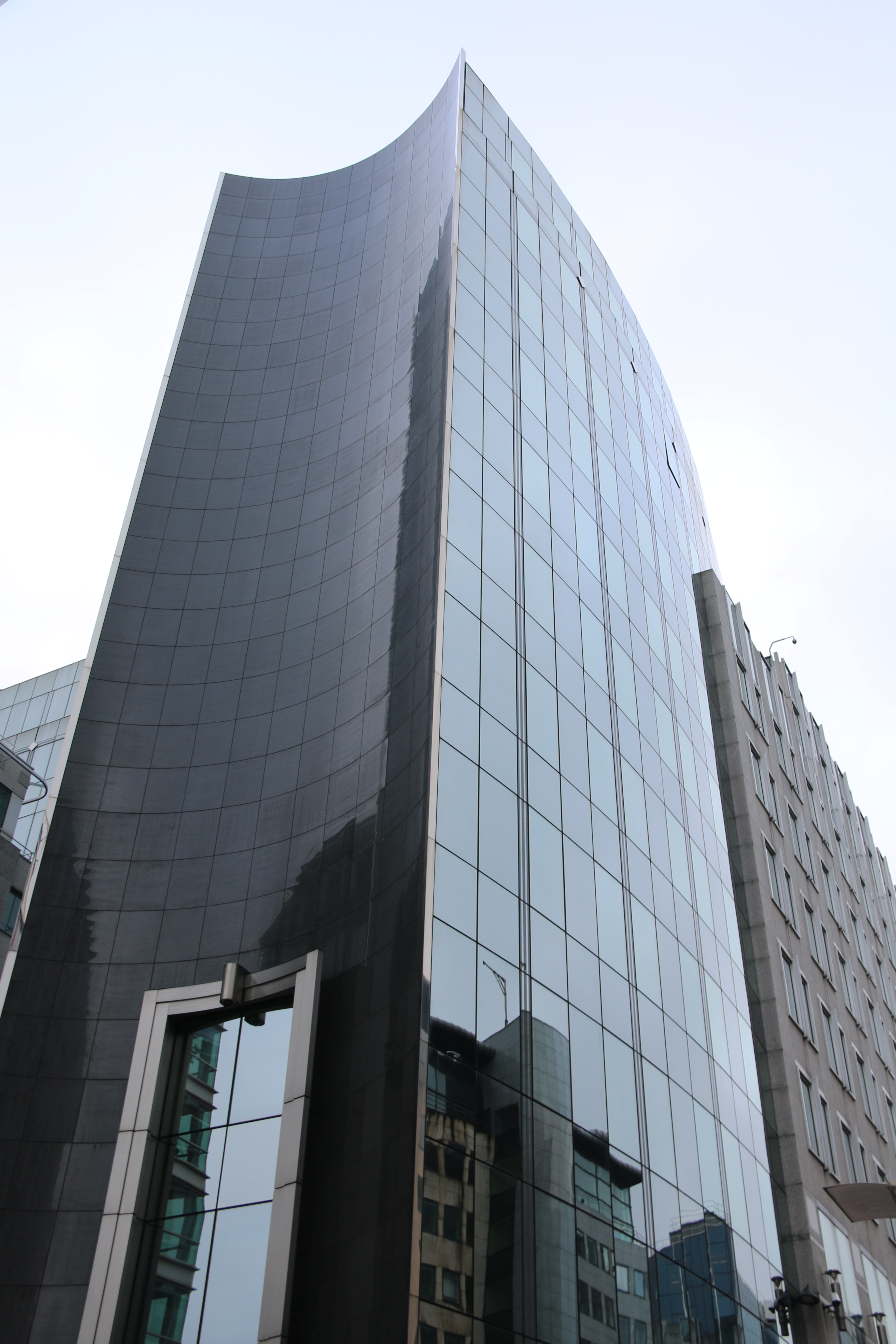
Stefan Zweiggebouw

Het Stefan Zweiggebouw is een gebouw van het Europees Parlement aan de Ardennenstraat en Leopoldruimte in Brussel. Het gebouw heette voordien Atrium, werd gebouwd in 2004 en in 2019 genoemd naar Stefan Zweig. In het gebouw is het Zweig Visitor Centre gevestigd.